# 오다 유타로
오다 유타로(일본어: 小田 裕太郎, 2001년 8월 12일~)는 일본의 축구 선수이다.

## 구단 경력
그는 2019년 J1리그의 비셀 고베에 입단했다. 2022년까지 43경기에 출전하여, 2득점을 넣었다. 2023년 하트 오브 미들로디언 FC로 이적했다. 2025년 J1리그의 쇼난 벨마레로 이적했다.